# فيليب روسلير
فيليب روسلير (بالألمانية: Philipp Rösler)‏ (مواليد 24 شباط 1973) سياسي ألماني كان الوزير الاتحادي للاقتصاد والتكنولوجيا ونائب مستشار ألمانيا من 2011 إلى 2013. وكان أيضا رئيس الحزب الديمقراطي الحر (FDP) من 2011 إلى 2013. بعد الانتخابات الاتحادية 2013 والتي خرج فيها الحزب الديمقراطي الحر من البرلمان، أعلن روسلير استقالته من رئاسة الحزب. ولد في فيتنام، وكان روسلير أول وزير حكومة اتحادية من خلفية آسيوية في ألمانيا.

## البداية والتعليم
ولد روسلير في خانه هونغ ‏، مقاطعة با زوين، في فيتنام الجنوبية (الآن سوك تشانغ، فيتنام) في 24 شباط 1973. لا أحد لديه أي معلومات عن عائلته الفيتنامية عندما ولد. تم تبنيه في دار أيتام كاثوليكية بالقرب سايغون مدينة هو تشي منه من قبل زوجان ألمانيان والذين هما بالأساس لديهما طفلان بيولوجيان، وأحضراه إلى ألمانيا الغربية في سن تسعة أشهر. كان قد نشأ عند والده بالتبني، وهو ضابط في الجيش، بعد أن انفصل الزوجين عندما كان في الرابعة من عمره. نشأ وترعرع في هامبورغ، بوكيه بورغ وهانوفر، حيث تخرج من المدرسة الثانوية في عام 1992. بعد تدريب ليصبح مسعف قتالي في القوات المسلحة الاتحادية، تم قبول روسلير لدراسة الطب في مدرسة هانوفر الطبية ‏. وفي أعقاب ذلك، واصل تعليمه في مشفى القوات المسلحة في هامبورغ. حصل على الدكتوراه في جراحة أوعية القلب الدموية عام 2002. ثم غادر الخدمة برتبة Stabsarzt (رتبة لضباط الخدمات الطبية الألمان أي ما يعادل الرتبة العسكرية نقيب) عام 2003.

## الحياة السياسية

### دوره في سياسة الولاية
انضم روسلير للحزب الديمقراطي الحر وتنظيمه السياسي للشباب (الليبراليين الشباب)، في عام 1992. كان أمين الحزب الديمقراطي الحر في ولاية ساكسونيا السفلى من 2000 إلى 2004 وشغل منصب رئيس المجموعة البرلمانية للحزب في برلمان ولاية سكسونيا السفلى من عام 2003. من 2001 إلى 2006، كان روسلير عضوا في المجلس الإقليمي لهانوفر، حيث كان يشغل أيضا منصب نائب رئيس المجموعة البرلمانية. في أيار 2005، انتخب كمراقب في اللجنة التنفيذية للحزب الوطني الاتحادي. حصل على 95٪ من الأصوات، وأفضل نتيجة من أن مؤتمر الحزب. حصل على 95٪ من الأصوات، أفضل نتيجة في ذلك المؤتمر للحزب. في مؤتمر الحزب على مستوى الولاية في آذار 2006، أنتخب روسلير رئيسا للحزب الديمقراطي الحر لسكسونيا السفلى ب 96,4٪ من الأصوات. ليخلف والتر هيرش، الذي كان قد قرر التنحي عن منصبه بعد اثني عشر عاما على رأس الحزب. في نيسان 2008، تم الموافقة على روسلير رئيسا للحزب في ولاية سكسونيا السفلى، وتلقى 95٪ من الأصوات.
في مؤتمر الحزب الاتحادي في تموز 2007، أعيد انتخاب روسلير كعضو في اللجنة التنفيذية للحزب. وفي الشهر التالي، تم انتخابه ليكون المرشح الرئيسي لحزبه في انتخابات ولاية سكسونيا السفلى في يناير 2008. وفي تلك الانتخابات حصل على 10.9٪ من الأصوات في دائرته الانتخابية المحلية هانوفر - دوورين. في 18 شباط 2008، تم تعيين روسلير وزيرا للاقتصاد والعمل والنقل  وكذلك نائب رئيس وزراء ولاية سكسونيا السفلى.

### دوره في السياسة الاتحادية
الوزير الاتحادي للصحة، 2009-2011
بعد الانتخابات الاتحادية عام 2009، خلف روسلير أولا شميت كوزير اتحادي للصحة في التشكيل الوزاري الثاني لأنغيلا ميركل.
في كانون الثاني 2011، طلب روسلير من شركات الأدوية الألمانية الامتناع عن تقديم عقار ثيوبنتال المخدر إلى الولايات المتحدة، طلب وافق عليه مصنعوا الأدوية. في وقت لاحق من ذلك العام رفض طلبا من نظيره وزير التجارة غاري لوكه"، بأن تساعد ألمانيا بإرسال العقار المخدر حيث أن العشرات من الولايات الأمريكية تواجه نقصا في الدواء اللازم لإعداد الحقنة القاتلة التي تعطى للسجناء المحكوم عليهم بالإعدام.
نائب المستشار والوزير الاتحادي للاقتصاد والتكنولوجيا، 2011-2013
خلف روسلير راينر بروديرله في منصب الوزير الاتحادي للاقتصاد والتكنولوجيا يوم 12 أيار عام 2011 وغيدو فيسترفيله رئيسا للحزب الديمقراطي الحر يوم 13 أيار عام 2011، وكان أيضا نصب نائبا للمستشار في 16 أيار 2011.
في 7 حزيران 2011، حضر روسلير عشاء رسميا أقامه الرئيس باراك أوباما على شرف المستشارة الألمانية أنغيلا ميركل في البيت الأبيض.
روسلير أيد بقوة المرشح الرئاسي يواخيم غاوك، المقترح أصلا من قبل الحزب الاشتراكي الديمقراطي وحزب الخضر، وقيل أنه تم تأمين ترشيحه عن طريق إقناع شريكه في الائتلاف الحكومي حزب الاتحاد الديمقراطي المسيحي، لدعم الترشيح.
ونتيجة لهزيمة الحزب الديمقراطي الحر في انتخابات الولاية في ساكسونيا السفلى عام 2013، عرض روسلير أن يتنحى عن رئاسة الحزب. قررت القيادة ان يبقى ولكن أن لا يقود الحزب في الانتخابات الاتحادية، بدلا من ذلك يعمل في فريق مع راينر بروديرله. بعد هزيمة الانتخابات الاتحادية 2013، عندما خرج الحزب الديمقراطي الحر لأول مرة في تاريخه من البرلمان، تنحى عن منصبه كرئيس للحزب؛ كريستيان ليندنر أصبح خليفته في زعامة الحزب الحزب الديمقراطي الحر.

## حياته بعد السياسة
في يناير 2014 أصبح فيليب روسلير عضو مجلس الإدارة للمنتدى الاقتصادي العالمي (WEF) في سويسرا.

## نشاطات أخرى
- مؤسسة روبرت إنكه، رئيس مجلس الأمناء (2010-2014)
- التلفزيون الألماني الثاني، عضو مجلس إدارة التلفزيون (2012-2013)
- KfW، عضو بحكم منصبه في مجلس الرقابة (2011-2013)
- فولكس فاجن، عضو بحكم منصبه في مجلس الرقابة (2009)

## الحياة الشخصية
هو من الروم الكاثوليك، وعضوا في المؤتمر العام اللجنة المركزية للألمان الكاثوليك ‏. وهو متزوج من فيبكيه روسلير منذ عام 2003 وهي أيضا طبيبة. وللزوجين فتاتين توأمين، غرييتيه و غيشيه، ولدتا في عام 2008.

## روابط خارجية
- فيليب روسلير على موقع مونزينجر (الألمانية)

- الوزارة الاتحادية للاقتصاد والتكنولوجيا - الدكتور فيليب روسلير

| المناصب الحزبية السياسية | المناصب الحزبية السياسية                            | المناصب الحزبية السياسية |
| ------------------------ | --------------------------------------------------- | ------------------------ |
| سبقه غيدو فيسترفيله      | زعيم الحزب الديمقراطي الحر 2011–2013                | تبعه كريستيان ليندنر     |
| المناصب السياسية         |                                                     |                          |
| سبقه فالتر هيرشه         | وزير الاقتصاد والعمل والنقل في ساكسونيا السفلى 2009 | تبعه يورغ بوده           |
| سبقه اولا شميت           | وزير الصحة 2009–2011                                | تبعه دانيال بآر          |
| سبقه غيدو فيسترفيله      | نائب مستشار ألمانيا 2011–2013                       | تبعه زيغمار غابرييل      |
| سبقه راينر بروديرله      | الوزير الاتحادي للاقتصاد والتكنولوجيا 2011–2013     | تبعه زيغمار غابرييل      |